# 鲁家峙大桥
鲁家峙大桥位于中国浙江省舟山市的连接舟山岛与鲁家峙岛的一座按二级公路标准设计的桥梁。大桥北起沈家门中洲路，南至鲁家峙岛西侧，横跨沈家门港。全长1.74公里，其中桥长1.4公里，双向四车道，投资1.5亿元。2004年4月8日开工建设，2006年4月30日建成通车。大桥建成后为鲁家峙岛的发展提供了良好的交通保障。